# Elysius atrata
Elysius atrata là một loài bướm đêm thuộc phân họ Arctiinae, họ Erebidae.